# 国务院总理记者会

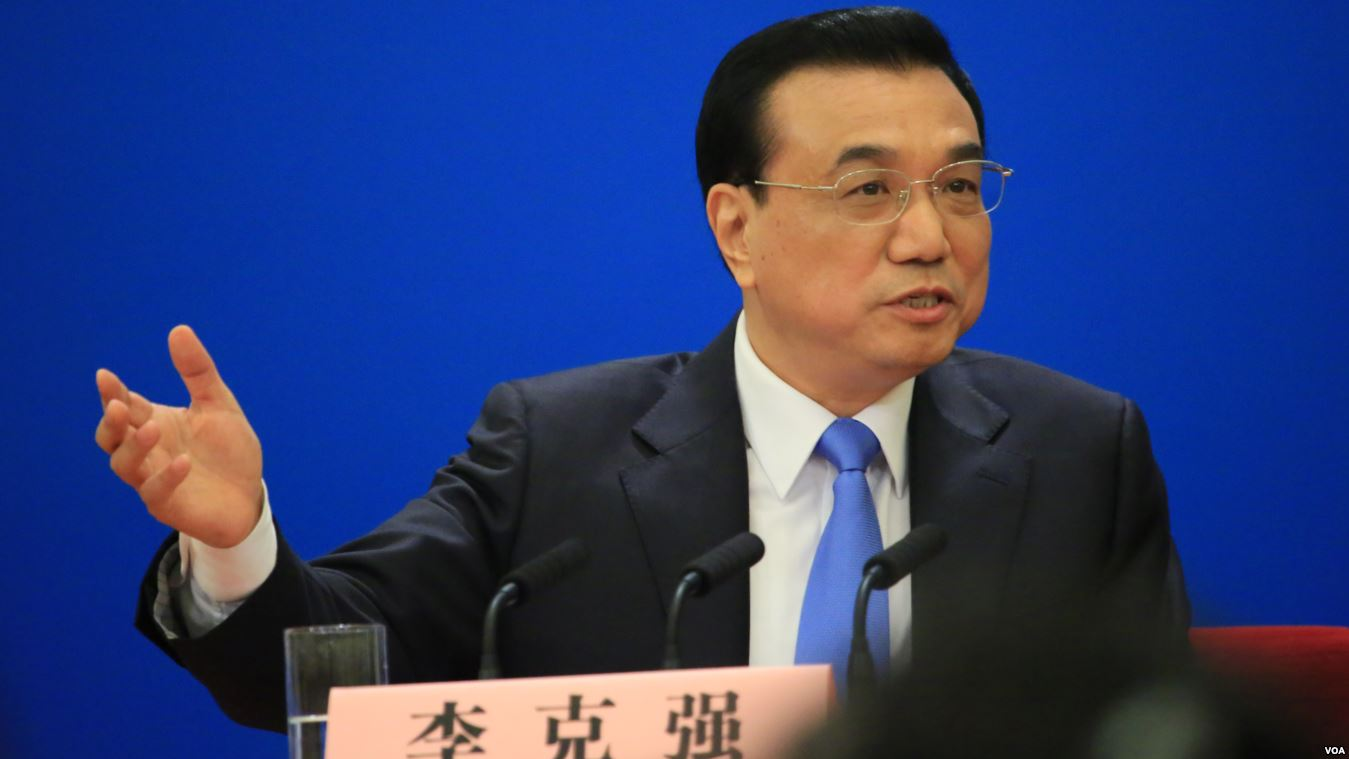
2015年3月，国务院总理李克强出席总理中外记者会

国务院总理记者会，又称“总理答记者问”，是由作为中华人民共和国政府首脑的国务院总理主讲的中外记者会，一般在全国人民代表大会会议闭幕后举行。总理记者会始于1988年，当时的国务院总理李鹏接受第七届全国人大一次会议新闻发言人曾涛的邀请，跟来自中国大陆、港澳、台湾和外国的记者见面。在第一次记者会上，港澳、台湾、外国传媒各得到一次提问机会。
在1993年以后，总理记者会趋于制度化、常态化。1998年朱镕基出任总理后，记者会更成为两会中的焦点，时间也延长到两个到两个半小时。温家宝和李克强担任国务院总理时，每年两会闭幕后都会召开总理记者会。2023年李强出任总理后，仅当年举办了总理记者会。2024年3月，官方宣布如无特殊情况，这届全国人大后几年不再举行总理记者会。

## 歷屆記者會
| 舉辦時間      | 举办地点                                      | 會議                   | 出席总理 | 相关报道或录像回放             |
| ------------- | --------------------------------------------- | ---------------------- | -------- | ------------------------------ |
| 1988年4月13日 | 人民大会堂金色大厅                            | 七届全国人大一次会议   | 李鹏     | [ 5 ]                          |
| 1991年4月9日  | 人民大会堂金色大厅                            | 七届全国人大四次会议   | 李鹏     | [ 6 ]                          |
| 1993年3月31日 | 人民大会堂金色大厅                            | 八届全国人大一次会议   | 李鹏     | [ 7 ]                          |
| 1994年3月22日 | 人民大会堂金色大厅                            | 八届全国人大二次会议   | 李鹏     | [ 8 ]                          |
| 1995年3月18日 | 人民大会堂金色大厅                            | 八届全国人大三次会议   | 李鹏     | [ 9 ]                          |
| 1996年3月17日 | 人民大会堂金色大厅                            | 八届全国人大四次会议   | 李鹏     | [ 10 ]                         |
| 1997年3月14日 | 人民大会堂金色大厅                            | 八届全国人大五次会议   | 李鹏     | [ 11 ]                         |
| 1998年3月19日 | 人民大会堂金色大厅                            | 九届全国人大一次会议   | 朱镕基   | [ 12 ]                         |
| 1999年3月15日 | 人民大会堂金色大厅                            | 九届全国人大二次会议   | 朱镕基   | [ 13 ]                         |
| 2000年3月15日 | 人民大会堂金色大厅                            | 九届全国人大三次会议   | 朱镕基   | [ 14 ]                         |
| 2001年3月15日 | 人民大会堂金色大厅                            | 九届全国人大四次会议   | 朱镕基   | [ 15 ]                         |
| 2002年3月15日 | 人民大会堂金色大厅                            | 九届全国人大五次会议   | 朱镕基   | [ 16 ]                         |
| 2003年3月18日 | 人民大会堂金色大厅                            | 十届全国人大一次会议   | 温家宝   | [ 17 ]                         |
| 2004年3月14日 | 人民大会堂金色大厅                            | 十届全国人大二次会议   | 温家宝   |                                |
| 2005年3月14日 | 人民大会堂金色大厅                            | 十届全国人大三次会议   | 温家宝   |                                |
| 2006年3月14日 | 人民大会堂金色大厅                            | 十届全国人大四次会议   | 温家宝   |                                |
| 2007年3月16日 | 人民大会堂金色大厅                            | 十届全国人大五次会议   | 温家宝   |                                |
| 2008年3月18日 | 人民大会堂金色大厅                            | 十一届全国人大一次会议 | 温家宝   |                                |
| 2009年3月13日 | 人民大会堂金色大厅                            | 十一届全国人大二次会议 | 温家宝   |                                |
| 2010年3月14日 | 人民大会堂金色大厅                            | 十一届全国人大三次会议 | 温家宝   |                                |
| 2011年3月14日 | 人民大会堂金色大厅                            | 十一届全国人大四次会议 | 温家宝   |                                |
| 2012年3月14日 | 人民大会堂金色大厅                            | 十一届全国人大五次会议 | 温家宝   | [ 18 ]                         |
| 2013年3月17日 | 人民大会堂金色大厅                            | 十二届全国人大一次会议 | 李克强   | [ 19 ]                         |
| 2014年3月13日 | 人民大会堂金色大厅                            | 十二届全国人大二次会议 | 李克强   |                                |
| 2015年3月15日 | 人民大会堂金色大厅                            | 十二届全国人大三次会议 | 李克强   |                                |
| 2016年3月16日 | 人民大会堂金色大厅                            | 十二届全国人大四次会议 | 李克强   |                                |
| 2017年3月15日 | 人民大会堂金色大厅                            | 十二届全国人大五次会议 | 李克强   | [ 20 ]                         |
| 2018年3月20日 | 人民大会堂金色大厅                            | 十三届全国人大一次会议 | 李克强   | [ 21 ]                         |
| 2019年3月15日 | 人民大会堂金色大厅                            | 十三届全国人大二次会议 | 李克强   | 按此觀看（页面存档备份，存于） |
| 2020年5月28日 | 人民大会堂金色大厅（总理） 梅地亚中心（记者） | 十三届全国人大三次会议 | 李克强   | 按此觀看（页面存档备份，存于） |
| 2021年3月11日 | 人民大会堂金色大厅（总理） 梅地亚中心（记者） | 十三届全国人大四次会议 | 李克强   | 按此觀看（页面存档备份，存于） |
| 2022年3月11日 | 人民大会堂金色大厅（总理） 梅地亚中心（记者） | 十三届全国人大五次会议 | 李克强   | 按此觀看（页面存档备份，存于） |
| 2023年3月13日 | 人民大会堂金色大厅                            | 十四届全国人大一次会议 | 李强     | 按此觀看（页面存档备份，存于） |

## 言论和评价
2012年3月人大记者会上温家宝说：“随着经济的发展，又产生了分配不公、诚信缺失、贪污腐败等问题。我深知解决这些问题，不仅要进行经济体制改革，而且要进行政治体制改革，特别是党和国家领导制度的改革。现在改革到了攻坚阶段，没有政治体制改革的成功，经济体制改革不可能进行到底，已经取得的成果还有可能得而复失，社会上新产生的问题，也不能从根本上得到解决，文化大革命这样的历史悲剧还有可能重新发生。每个有责任的党员和领导干部都应该有紧迫感。”
2020年5月28日，时任國務院總理李克強在第十三届全国人大第三次会议结束後，按惯例出席了总理记者会。在记者会上，李克强交代了中国当前有6亿人口的每个月收入只有人民币1000元左右。2020年正值中共中央总书记习近平提出的脱贫收官之年，李克强的言论引发外界广泛争议。
2024年，總理記者會宣布取消后，BBC和纽约时报等媒体分析認為這是進一步突出中共中央總書記習近平的核心地位，降低總理出鏡率的政治安排，维持了30年的两会总理记者会传统就此告一段落。